# Kostel svatého Vavřince (Třebeň)
Kostel svatého Vavřince je jednolodní římskokatolický kostel v Třebeni v okrese Cheb.
Je chráněn od rok 1958 jako kulturní památka České republiky.

## Historie
Kdy byl postaven původní gotický kostel, není známo. V literatuře se uvádí rozpětí od 13. století až do doby po roce 1462, kdy po zničení vsi českým vojskem byl ve vsi postaven nový kostel. Ve věži se dochovaly původní části, pocházející minimálně ze 14. století, jádro kostela je možná ještě románské. Kostel byl přestavěn pozdně goticky v letech 1444 a 1495, nejspíš ve dvou etapách. Existuje řada odůvodněných předpokladů, že kostel byl využíván jako obranný a sloužil rovněž k úkrytu obyvatel vesnice. Topograf Sommer se oprávněně domníval, že trámky v oknech prvního a druhého patra věže nemohly sloužit jinak, než jako opěra pro ruční palné zbraně. K větší přestavbě v barokním stylu došlo v letech 1758–1782, kdy loď a věž získaly dnešní podobu. V roce 1788 byla postavena fara.
Po druhé světové válce kostel chátral. Zdejší farnost zanikla v roce 2005 sloučením s farností Františkovy Lázně. Pod františkolázeňskou farností je kostel veden jako filiální.
V 90. letech 20. století byly opraveny vnější fasády, interiér však trpěl vlhkostí, došlo k poškození vnitřního barokního zařízení. Na jaře roku 2007 poškodil stavbu orkán Kyrill. Obec Třebeň, která se stala majitelem kostela, zahájila v roce 2012 rozsáhlé opravy. Nejprve byly opraveny poškozené části krovů a provedena výměna střešní krytiny, kterou zatékalo do podkroví. Při opravách podkroví byly nalezeny zbytky barokních sedlových vikýřů. Dochované části vikýřů byly opraveny, chybějící nahrazeny nově vyrobenými kopiemi.

## Stavební podoba
Kostel je jednolodní neorientovaná stavba s obdélnou pozdně barokní lodí a podélným pravoúhlým presbytářem se zkosenými rohy, umístěným netradičně na západní straně. Mohutná hranolová věž s cibulovou střechou s dvojitou lucernou se nachází v západním průčelí, sakristie na severní straně. Podvěží je sklenuto pozdně gotickou křížovou žebrovou klenbou na konzoly, loď i presbytář plackami.
V presbytáři se dochovala nástropní freska Umučení svatého Vavřince, pod kruchtou jsou náhrobníky, jeden datovaný 1606.
Hlavní oltář byl přenesen z chebského kostela sv. Kláry, kde soužil jako boční oltář.
Z kostela pochází cenná gotická socha Madony s Ježíškem stojící na měsíci, která se nachází v městském muzeu v Chebu.
Za severní stranou kostela stojí objekt bývalé fary z roku 1788, přízemní stavba s mansardovou střechou. Kostel obklopovala ohradní zeď hřbitova s pozdně barokní branou z roku 1758 a již zbořenou kaplí svatého Jana Nepomuckého z poloviny 18. století.